# Szychowo (obwód smoleński)
Szychowo (ros. Шихово) – wieś (ros. деревня, trb. dieriewnia) w zachodniej Rosji, w osiedlu wiejskim Pionierskoje rejonu smoleńskiego w obwodzie smoleńskim.

## Geografia
Miejscowość położona jest przy drodze regionalnej 66K-22 (Szczeczenki – Monastyrszczina), 14,5 km od drogi federalnej R135 (Smoleńsk – Krasnyj – Gusino), 18,5 km od drogi federalnej R120 (Orzeł – Briańsk – Smoleńsk – Witebsk), 32 km od drogi magistralnej M1 «Białoruś», 3,5 km od centrum administracyjnego osiedla wiejskiego (Sanniki), 25 km od Smoleńska, 24 km od najbliższego przystanku kolejowego (Dacznaja II).

## Demografia
W 2010 r. miejscowość zamieszkiwało 14 osób.